# Pinhead Gunpowder
A Pinhead Gunpowder egy east bay-i punk-zenekar amelynek a tagjai: Aaron Cometbus (dob, szöveg), Bill Schneider (basszúsgitár), Billie Joe Armstrong (ének, gitár) és Jason White (gitár, ének). Mike Kirsch (gitár, ének) alapító tagja volt a zenekarnak még ki nem lépett arra hivatkozva, hogy személyes különbségei vannak a Green Day-jel (az a zenekar amiről Billie Joe Armstrong a leghíresebb). A zenekar neve egy "magas oktánszámú" zöldteának a márkájából jött amit Aaron Cometbus talált egyik kukabúvár kalandjában.
Aaron Cometbus adja ki a Cometbus amatőr magazint és több east bay-i zenekarban játszott mint a Crimpshrine. Bill Schneider most a Green Day gitár technikusa és turné menedzsere. Jason White két Green Day turnén is játszott, jelenleg a The Big Cats-cel zenél.

## Diszkográfia

### Albumok és EP-k
| Év   | Cím                          | Kiadó             | Egyéb Információ |
| ---- | ---------------------------- | ----------------- | ---------------- |
| 1992 | Fahizah 7"                   | Lookout!          |                  |
| 1992 | Trundle and Spring 7"        | Take A Day        |                  |
| 1994 | Jump Salty                   | Lookout!          |                  |
| 1995 | Carry the Banner 10"/CD      | Lookout!/Too Many |                  |
| 1997 | Goodbye Ellston Avenue LP/CD | Lookout!          |                  |
| 1999 | Shoot the Moon 12"/CD        | Adeline Records   |                  |
| 2000 | 8 Chords, 328 Words 7"       | Lookout!          |                  |
| 2000 | 4 song 7"                    | THD               |                  |
| 2000 | split 7" with Dillinger Four | Adeline Records   |                  |
| 2003 | Compulsive Disclosure CD     | Lookout!          |                  |

### Összeállítások
| Év   | Cím                   | Kiadó      | Szám(ok) amikben közreműködtek |  |
| ---- | --------------------- | ---------- | ------------------------------ |  |
| 1992 | Can of Pork 2xLP/CD   | Lookout!   | "Benecia By the Bay"           |  |
| 1992 | Very Small World 2xLP | Very Small | "Losers of the Year"           |  |
| 1994 | Misfit Heartbeat 2x7" | Take A Day | "I Wanna"                      |  |

## Fordítás
- Ez a szócikk részben vagy egészben  a   Pinhead_Gunpowder című angol Wikipédia-szócikk fordításán alapul.  Az eredeti cikk szerkesztőit annak laptörténete sorolja fel. Ez a jelzés csupán a megfogalmazás eredetét és a szerzői jogokat jelzi, nem szolgál a cikkben szereplő információk forrásmegjelöléseként.